# Doryctes diversus
Doryctes diversus är en stekelart som först beskrevs av Szepligeti 1910.  Doryctes diversus ingår i släktet Doryctes och familjen bracksteklar. Inga underarter finns listade i Catalogue of Life.